# Sinister (együttes)
A Sinister (gonosz, elvetemült) egy holland death-metal zenekar. 1988-ban alakultak meg Schiedamban. Először 1988-tól 2004-ig működtek, végül pedig 2005-től napjainkig. Aad Kloosterwaard az egyetlen folyamatos tag.

## Tagok
- Aad Kloosterwaard - ének (2005–), dob (1988–2003)
- Toep Duin - dob (2011–)
- Ghislain van der Stel - gitár (2017–)
- Walter Bokito Tjwa - gitár (2019–)
- Bram Willems - basszusgitár (2020-)

### Korábbi tagok
- Mike (Sinister) van Mastrigt - ének (1988–1996)
- Ron van de Polder - gitár, basszusgitár (1988–1992, 2003)
- Corzas Nanuruw - basszusgitár (1989–1991)
- Andre Tolhuizen - gitár (1991–1994)
- Frank Faaze - gitár (1991)
- Bart van Wallenberg - gitár, basszusgitár (1992–2002)
- Michel Alderliefsten - basszusgitár (1996)
- Eric de Windt - ének (1997–1999)
- Alex Paul - basszusgitár (1997–2003), gitár (2005–2011)
- Joost Silvrants - ének (2000)
- Rachel Heyzer - ének (2001–2003)
- Pascal Grevinga - gitár (2003)
- Paul Beltman - dob (2005–2008)
- Bas van den Bogaard - basszusgitár (2005–2011)
- Edwin van den Eeden -  dob (2008–2011)
- Dennis Hartog - gitár (2011 - 2020)
- Mathijs Brussaard - basszusgitár (2011 – 2015)
- Léon Caufijn - basszusgitár (2015–2016)
- Bastiaan Brussaard - basszusgitár (2011 – 2017)
- Ricardo Falcon - gitár (2016–2018)

## Diszkográfia/Stúdióalbumok
- Cross the Styx (1992)
- Diabolical Summoning (1993)
- Hate (1995)
- Aggressive Measures (1998)
- Creative Killings (2001)
- Savage or Grace (2003)
- Afterburner (2006)
- The Silent Howling (2208)
- Legacy of Ashes (2010)
- The Carnage Ending (2012)
- The Post-Apocalyptic Servant (2014)
- Dark Memorials (2015)
- Syncretism (2017)
- Deformation of the Holy Realm (2020)